# 조지프 그린버그
조지프 그린버그(Joseph Harold Greenberg, 1915년 5월 28일 ~ 2001년 5월 7일)는 미국의 인류학자 및 언어학자이다. 아프리카의 언어와 문화 연구를 오래 해왔으며 언어유형학과 통계적 언어유형론의 제창자로 널리 알려졌다.

## 생애
1915년 5월 28일 뉴욕 브루클린의 유대인 가정에서 태어났다. 뉴욕의 컬럼비아 대학교를 학사 학위한 이후 시카고의 노스웨스턴 대학교 대학원에 진학했다. 1940년 예일 대학교에서 박사후과정을 밟던 중 2차 세계대전에 암호해독가로 복무했으며 횃불 작전에 참전하였다. 유럽으로 떠나기 전 셀마 버코위츠(Selma Berkowitz)와 혼인했다. 전후 미네소타 대학교에서 강사로 일했으며 1948년 컬럼비아 대학교에 조교수로 돌아온다. 1962년부터 스탠퍼드 대학교 인류학 조교수를 지냈으며 1965년에는 미국 아프리카학회장을 지냈다.

## 업적
그린버그의 주된 업적은 언어유형학에의 기여이다. 주먹구구식의 분류방법들을 통계적으로 정리하여 다양한 언어들을 분류하는 기준을 제창하였다.
그는 아프리카 대륙 언어들 사이의 계통 관계를 최초로 정리하였다. 언어들의 구조와 어법의 유사성을 기준으로 1500개나 되는 아프리카 대륙의 언어들을 크게 네개의 어족(아프리카아시아어족, 나일사하라어족, 니제르콩고어족, 코이산어족)으로 구분하였다. 그는 아랍어와 히브리어가 포함된 셈어파를 아프리카아시아어족의 한갈래로 분류하기도 하였다.

## 주요 저서
《아프리카 언어 The Languages of Africa》, 블루밍턴 인디애나 대학교 출판부 (1963)

## 같이 보기
- 언어의 단일기원설
- 대량 비교
- 노스트라트어족